# Pistolet maszynowy Ingram M11
Ingram M11 (MAC-11) – amerykański pistolet maszynowy opracowany w drugiej połowie lat 60. XX wieku przez przedsiębiorstwo Military Armament Corporation.
Konstruktorem pistoletu M11 był Gordon B. Ingram, który rozpoczął prace nad bronią w 1964 roku. W 1970 roku rozpoczęła się jej seryjna produkcja. Broń, przystosowana do strzelania amunicją 9 × 17 mm Short, konstrukcyjnie identyczna jest z produkowanym równolegle pistoletem maszynowym Ingram M10, od którego odróżniają ją mniejsze wymiary, masa oraz rodzaj stosowanego naboju. Podobnie jak M10, M11 pozwala na mocowanie tłumika dźwięku.
Po ogłoszeniu upadłości przez Military Armament Corporation w 1976 roku, produkcję pistoletu podjęła spółka RPB Industries Inc.